# Santeramo in Colle
Santeramo in Colle és un municipi italià, situat a la regió de la Pulla i a la Ciutat metropolitana de Bari. El 2022 tenia una població estimada de 25.772 habitants.